# Neophaenis catocala
Neophaenis catocala là một loài bướm đêm trong họ Noctuidae.